# Хенджьо
Йошіміне но Мунесада (良岑宗貞), більш відомий як Хенджьо (遍昭 або 遍照, 816 — 12 лютого, 890) — японський поет вака і буддійський монах. У поетичній антології "Кокін вака-шю" він відзначається як один із шести безсмертних поетів вака (六歌仙, роккасен) і один із тридцяти шести безсмертних поетів (三十六歌仙, санджюроккасен).
Мунесада був восьмим сином дайнаґона Йошіміне но Ясуйо (良岑安世), який у свою чергу був сином імператора Канму. Він почав свою кар'єру придворним службовцем, але під час правління імператора Німмьо займав посаду куродо (蔵人). У 849-му році його підвищили до начальника куродо (蔵人頭). Після смерті імператора Німмьо у 850-му році Мунесада став монахом секти Тендай, прийнявши релігійне ім'я Хенджьо.
У 877-му році Мунесада заснував Ґанґьо-джі у Ямашіна у південній частині Кіото, але продовжував брати участь у придворному житті. У 869-му році він почав опікуватися ще храмом Унрін-ін (雲林院) на півночі Кіото. У 885 році Мунесада разом з новою посадою отримав ще одне ім'я — Казан Соджьо (花山僧正).
Подейкують, що у нього був любовний зв'язок з відомою поеткою Оно но Комачі. Син Мунесада, Сосей, також був поетом вака і монахом.